# Club Chaco Boreal (voleibol masculino)
O Centro Cultural y Recreativo Chaco Boreal,  é  um clube paraguaio poliesportivo da cidade de Assunção. Com destaque para o futsal e a nível continental para o voleibol masculino, pois, disputou o Campeonato Sul-Americano de Clubes nos anos de 1985 e foi semifinalista.Atualmente competindo no futsal.

## Histórico
O clube foi fundado em 11 de novembro de 1951, teve como primeiro presidente Heriberto "Pepito" Espinoza , e entre os fundadores  estavam :Alberto Santacruz, Rafael Zorazábal, José Gerardo Espinoza, Rodolfo Admen Sosa,
Carlos e Walter Kuster, Pablo Monges, Jovina de Franco, Enriqueta de Ripa, Rodolfo Santos Delmás, Ramón Pereira, Garibaldi Boungermini.
O Rodolfo Admen  declarou que o clube conquistou oito títulos no vôlei, sendo seu último em 1992, pois, o clube decidiu não mais competir, e troféu desta última conquista  chamado Miguel Angel Napout, por decisão do plantel permaneceu na entidade, época que Oscar Emilio Napout se juntou ao grupo.
Enquanto no futsal a última participação na categoria de Honra foi em 1990, “mas depois continuou na divisão de promoção por mais alguns anos. Também jogou futebol de cinco. Começou no salão em 1974, ano em que se sagrou campeão da Série B. Em 1975  foi vice-campeão da categoria Honra e em 1976  sagrou-se campeão. Um dos jogadores de maior destaque foi Carlos Blanco, artilheiro do campeonato local e sul-americano, no torneio
realizado na década de 80, em Puerto Yguazá, na Argentina.Também jogou futebol de 5 (hoje futsal-FIFA), onde esteve até recentemente, mas passou quase despercebido, pois disputou a Divisão B.
No vôlei, o Chaco Boreal também tem participação em um campeonato sul-americano de 1985 em Assunção terminando na quarta posição, aquela realizada no final dos anos 80, em Buenos Aires em 1990 terminando na sexta posição. Já a nível local, os jogos mais memoráveis foram os disputados com oDeportivo Colón, com quem acolheu várias finais. Também com o Sport Venezuela também apareceram o Cruz del Sur e por um tempo o Estrella del Este, da capital do Alto Paraná.
Em 2005,  encontrava-se em grande abandono, com um complexo esportivo silencioso, com lembranças de tempos radiosos com aqueles gritos de gols da época de Miguel Angel Colucchi, Julio Virgili, "Lepe" Rodríguez, Juan Carlos Zorazábal, Rubén Villanueva, Carlos Blanco, González (goleiro), Osvaldo Paredes, entre outros, ao passo que lentamente seriam destruídas as arquibancadas do estádio "Miguel Angel Napout", aquelas que hoje constituem testemunhas silenciosas dos retumbantes triunfos do voleibol, de onde saíram os nomes de Carlos Sanabria, Alberto Duarte, Miguel González, Nelson Canata, César Guerrero. cantaram, Victorino Velásquez, Carlos Kuster, Yuny Admen, José Franco, entre outros.

### Títulos conquistados
- Campeonato Paraguaio (7 vezes): 1979, 1983, 1984, 1985, 1987, 1988, 1992[3]

- Campeonato Sul-Americano:1985